# Луиз Паџет
Дама Луиз Маргарет Лејла Вемис Паџет, Леди Паџет (енгл. Dame Louise Margaret Leila Wemyss Paget, Lady Paget; Сент Џорџ, 9. октобар 1891 — 24. септембар 1958), хуманитаркиња и војни медицинар.

## Живот и рад у Србији
Луиз Паџет је кћерка генерала Сир Артура Хенрија Фицроја Паџета (1851—1928) и Леди Мари Фиске Паџет. Супруг Даме Луизе Ралф Спенсер Паџет је постављен Витезом Командантом Ордена Св. Михаила и Св. Ђорђа у 1909. дошавши мисијом у Краљевину Србију у јулу 1910. Охрабрена Мабелом Грујић, женом српског подсектретара за иностране послове, Леди Паџет оснива војну болницу у Београду за време Првога балканског рата (1912—1913). Затим оснива болницу у Скопљу 1915, за борбу против епидемије. Превазилази тифусну грозницу.
Дама Луиз Паџет је први добитник Ордена части Федерације Женског клуба у Њујорку 1917. Одликована је Дамским Великим Крстом, Орденом Британског краљевства и Орденом Светог Саве.
О њеном животу и хуманитарном раду, 2023. године, објављена је књига Поноћно светло - сага о Леди Пеџет, милосрђу и оданости књижевнице Марије Микетић, у издању РТС издавалаштва у сарадњи са ИК Књига комерц.